# Беженарь, Виталий Фёдорович
Виталий Фёдорович Беженарь (род. 29 октября 1969, Львов) — российский учёный, акушер-гинеколог, хирург, доктор медицинских наук, профессор. Заведующий кафедрой акушерства, гинекологии и неонатологии, кафедрой акушерства, гинекологии и репродуктологии, руководитель клиники акушерства и гинекологии Первого Санкт-Петербургского государственного медицинского университета имени академика И. П. Павлова. Главный внештатный специалист акушер-гинеколог Министерства здравоохранения РФ в СЗФО. Главный внештатный специалист акушер-гинеколог Комитета по здравоохранению Правительства Санкт-Петербурга. Подполковник медицинской службы запаса.

## Биография
Родился 29 октября 1969 года в городе Львов Украинской ССР, в семье служащих. Отец — Беженарь Фёдор Георгиевич, мать — Беженарь Алевтина Михайловна.
В 1986 году Виталий окончил среднюю школу с серебряной медалью. В 1992 году окончил факультет подготовки врачей для ракетных и сухопутных войск Военно-медицинской академии имени С. М. Кирова. Затем в течение двух лет был начальником медицинской службы в/ч в Мурманской области.
В 1994 году поступил в адъюнктуру при кафедре акушерства и гинекологии Военно-медицинской академии, которую окончил в 1997 году, досрочно, в 1996 году, защитив под руководством профессора Ю. В. Цвелева и профессора А. М. Никифорова диссертацию на соискание учёной степени кандидата медицинских наук на тему «Состояние репродуктивного здоровья женщин под влиянием комплекса факторов аварии на Чернобыльской АЭС».
С 1996 по 1997 год проходил службу в клинике акушерства и гинекологии ВМедА в должности старшего ординатора клиники, в 1997—2003 годах был преподавателем кафедры, а затем в 2003—2007 годах — старшим преподавателем (доцентом) кафедры акушерства и гинекологии академии. С 1998 по 2000 год исполнял обязанности начальника учебной части кафедры, с 2000 по 2001 год был начальником операционного отделения клиники. В 2002 году, будучи внешним соискателем при кафедре, защитил при консультировании профессора Е. Ф. Кира диссертацию на соискание учёной степени доктора медицинских наук на тему «Особенности комплексного воздействия неблагоприятных эколого-профессиональных факторов на репродуктивное здоровье женщин». В 2004 году получил учёное звание «доцент».
С ноября 2004 года по совместительству исполнял обязанности, а с февраля 2006 года, после увольнения из Вооруженных Сил РФ, был избран на должность руководителя гинекологического отделения с операционным блоком НИИ акушерства и гинекологии имени Д. О. Отта СЗО РАМН, в котором работал до 2014 года.
За время работы руководителем гинекологического отделения с операционным блоком в НИИ акушерства, гинекологии и репродуктологии им. Д. О. Отта СЗО РАН с 2004 по 2014 год подготовил 12 кандидатов и 1 доктора медицинских наук.
С 2008 по 2017 год также являлся профессором кафедры акушерства, гинекологии и репродуктологии им. С. Н. Давыдова СПбГМА им. И. И. Мечникова (позже — СЗГМУ). В 2010 году ему было присвоено учёное звание «профессор».
С 2007 по 2015 год был заместителем главного внештатного акушера-гинеколога Комитета по здравоохранению Правительства Санкт-Петербурга по гинекологии.
С декабря 2014 года является руководителем клиники акушерства и гинекологии ПСПбГМУ имени академика И. П. Павлова.
В мае 2015 года был назначен заведующим кафедрой акушерства, гинекологии и неонатологии ПСПбГМУ им. акад. И. П. Павлова, а в октябре 2015 года — исполняющим обязанности заведующего кафедрой акушерства, гинекологии и репродуктологии. В апреле 2016 года был избран заведующим кафедрой. В 2015 году был избран членом учёного, научного и клинического советов университета. В марте 2019 года был назначен учёным секретарем Учёного совета университета.
С 2019 года является главным внештатным специалистом акушером-гинекологом Министерства здравоохранения РФ в СЗФО. С 2020 года является главным внештатным специалистом акушером-гинекологом Комитета по здравоохранению Правительства Санкт-Петербурга (https://www.gov.spb.ru/gov/otrasl/c_health/news/187129/)

## Семья
Женат. Жена — Мария Григорьевна Чмаро (1972 г.р.), работает акушером-гинекологом в Центре вспомогательных репродуктивных технологий ФГБУЗ «Клиническая больница № 122 им. Л. Г. Соколова» ФМБА (г. Санкт-Петербург).
Дети — Фёдор (1991 г.р.), Григорий (2007 г.р.) и Георгий (2011 г.р.).

## Научная деятельность
Основные направления научных исследований: малоинвазивные технологии в оперативной гинекологии (лапароскопия, гистероскопия), миома матки (органосохраняющие операции, гистерэктомия), генитальный эндометриоз (наружный генитальный и аденомиоз), пролапс тазовых органов, недержание мочи у женщин, доброкачественные опухоли яичников, спаечная болезнь у гинекологических больных, синдром хронических тазовых болей, синтетические материалы в хирургии тазового дна (лапароскопические и влагалищные методы коррекции), репродуктология, фетальная эндоскопическая хирургия, экологическая репродуктология, история медицины.
Является одним из ведущих в России экспертов в области эндоскопических методов хирургического лечения гинекологических больных. Неоднократно включался в состав экспертных групп Минздрава РФ по разработке отраслевых клинических протоколов по акушерству и гинекологии.
Им разработаны инновационные подходы к лечению декомпенсированных и сочетанных форм пролапса тазовых органов у женщин, к созданию новых мини-инвазивных хирургических методов коррекции урогенитальных расстройств у женщин, а также комбинированных методов лечения больных с тяжелыми формами наружного генитального эндометриоза и миомой матки.
С 2005 по 2014 год являлся сопредседателем и руководителем организационного комитета 7 международных научно-практических конгрессов «Оперативная гинекология — новые технологии», проводимых под эгидой РАМН и РАН.
За время его работы в ПСПбГМУ им. акад. И. П. Павлова возглавляемыми им коллективами были организованы и проведены три Всероссийских научных конференции с международным участием «Гемостаз, тромбоз и репродукция: междисциплинарный подход» (2017, 2018, 2019), Всероссийская научно-практическая конференция «Актуальные проблемы перинатального акушерства» (2017), два международных научных конгресса «Инновации в акушерстве, гинекологии и репродуктологии» (2017, 2019), два международных научных конгресса «Малоинвазивные технологии в лечении тазового пролапса и недержания мочи у женщин» (2016, 2018).
В 2015—2019 годах Беженарь являлся членом организационного и научного комитетов ежегодных «Международных конгрессов по репродуктивной медицине» и международных конгрессов «Новые технологи в диагностике и лечении гинекологических заболеваний», проводимых в ФГБУ «Научный центр акушерства, гинекологии и перинатологии им. акад. В. И. Кулакова» МЗ РФ, а также членом организационного и научного комитета Региональных образовательных школ Российского общества акушеров-гинекологов (РОАГ).
Являлся сопредседателем секций и приглашенным спикером конгрессов Российского общества акушеров-гинекологов, Российского общества эндоскопистов-гинекологов, Российского общества эндометриоза, Российского общества репродуктивной медицины и хирургии, Европейского общества гинекологов-эндоскопистов (ESGE). С 2013 года является членом Правления Российского общества акушеров-гинекологов (РОАГ). С 2016 года является членом Совета региональной общественной организации (РОО) «Врачи Санкт-Петербурга».
Является приглашённым профессором в Страссбургском и Аувернском университетах (Франция).
В 1998—2015 годах был ответственным секретарём «Журнала акушерства и женских болезней» (ВАК) Общества акушеров-гинекологов Санкт-Петербурга, Ленинградской области и Северо-Западного Федерального Округа, с 2003 по 2015 год — членом правления данного общества.
С 2003 по 2014 год являлся членом диссертационного совета Д.215.002.05 по присуждению учёных степеней доктора медицинских наук при Военно-медицинской академии, а с 2007 по 2015 год членом диссертационного совета Д.001.021.01 по присуждению учёных степеней доктора медицинских наук при НИИ акушерства, гинекологии и репродуктологии им. Д. О. Отта СЗО РАН.
В 2017 году учредил научно-практический журнал «Акушерство и гинекология Санкт-Петербурга».
С января 2017 года является председателем объединённого Совета по защите диссертаций на соискание учёной степени кандидата и доктора медицинских наук Д 999.120.02 на базе ФГБОУ ВО «Первый Санкт-Петербургский государственный медицинский университет им. акад. И. П. Павлова» и ФГБОУ ВО «Санкт-Петербургский государственный педиатрический медицинский университет».
В настоящее время является председателем редакционного совета журнала «Акушерство и гинекология Санкт-Петербурга»; членом редколлегий журналов «Архив акушерства и гинекологии им. В. Ф. Снегирева» (Москва); «Учёные записки Санкт-Петербургского государственного медицинского университета им. акад. И. П. Павлова» (Санкт-Петербург); «Клиническая больница» (Санкт-Петербург); «Репродуктивное здоровье Восточная Европа» (международный); «Global Reproduction» (Санкт-Петербург), «Хирург» (Москва).
В 2018 году был кандидатом в профессора РАН.
В 2019 году был кандидатом в члены-корреспонденты РАН.

## Избранная библиография
В. Ф. Беженарь является автором и соавтором более 450 научных работ, среди которых учебник, 15 монографий, главы в руководствах для врачей и Национальном руководстве по акушерству, соавтор 4 патентов на изобретения. 35 его научных статей включены в международную базу Scopus, 7 статей — в международную базу Web of Science. Индекс Хирша в РИНЦ — 17. Суммарное число цитирований в РИНЦ — 2168 (на июнь 2020 года).
Книги
- Шабалов Н. П., Цвелев Ю. В., Кира Е. Ф., Кочеровец В. И., Пальчик А. Б., Бескровный С. В., Кириченко В. Ф., Лисс В. Л., Софронона Л. И., Шапкайц В. А., Беженарь В. Ф., Берлев И. В., Васильев В. Е., Иванов Д. О., Карева И. В., Петренко Ю. В., Рябинин Г. Б. Основы перинатологии. Учебник. — М.: МЕДпресс-информ, 2002. — 2-е изд. — 576 с.
- Шабалов Н. П., Цвелев Ю. В., Кира Е. Ф., Кочеровец В. И., Пальчик А. Б., Шапкайц В. А., Беженарь В. Ф., Берлев И. В., Глуховец Б. И., Иванов Д. О., Бескровный С. В., Кириченко В. Ф., Лисс В. Л., Софронова Л. Н., Васильев В. Е., Петренко Ю. В., Резепова И. В., Рябинин Г. Б., Глуховец Н. Г. Основы перинатологии. Учебник. — М.: МЕДпресс-информ, 2004. — 3-е изд.
- Цвелев Ю. В., Беженарь В. Ф., Берлев И. В. Ургентная гинекология (практическое руководство для врачей). СПб: Фолиант, 2004. — 384 с.
- Руководство к практическим занятиям по акушерству и перинатологии (руководство для студентов медицинских вузов). Под ред. Ю. В. Цвелева, В. Г. Абашина. — СПб.: Фолиант, 2004. — 425 с.
- Урологическая гинекология (практическое руководство для врачей). Под ред. Ю. В. Цвелева, С. Б. Петрова. — СПб.: Фолиант, 2006. — 276 с.
- Руководство к практическим занятиям по гинекологии (руководство для студентов медицинских вузов). Под ред. Ю. В. Цвелева, В. Г. Абашина. — 2-е изд., испр. и доп. — СПб.: ООО «Издательство ФОЛИАНТ», 2007. — 424 с.
- Вопросы урогинекологии (глава 43) // Гинекология: Руководство для врачей / под ред. В. Н. Серова, Е. Ф. Кира. — М.: Литтерра, 2008. — С. 575—600.
- Савицкий Г. А., Савицкий А. Г., Беженарь В. Ф. Уродинамические аспекты недержания мочи при напряжении у женщин. — СПб.: Синтез бук, 2008. — 240 с.
- Айламазян Э. К., Алиев И. А., Апресян С. В., Аржанова О. Н., Артымук Н. В., Ахвледиани К. Н., Беженарь В. Ф.и др. Акушерство. Национальное руководство. Краткое издание. — М.: ГЭОТАР-Медиа, 2012. — 608 с. ISBN 978-5-9704-2176-5
- Беженарь В. Ф., Новиков Е. И., Василенко Л. В., Комличенко Э. В. Влагалищные операции: руководство для врачей. — СПб.: Изд-во Н-Л, 2013. — 151 с. ISBN 978-5-94869-162-6
- Адамян Л. В., Андреева Е. Н., Артымук Н. В., Белоцерковцева Л. Д., Беженарь В. Ф. и др. Миома матки: диагностика, лечение и реабилитация. Клинические рекомендации по ведению больных. — М.: Научный центр акушерства, гинекологии и перинатологии имени академика В. И. Кулакова, 2015. — 100 с.

Статьи
- Беженарь В. Ф., Максимов А. С. Трубно-перитонеальное бесплодие. Проблемы и перспективы. // Журнал акушерства и женских болезней. — 1999. — Т.XLVIII, № 3. — С. 48-55.
- Кира Е. Ф., Беженарь В. Ф., Рухляда Н. Н. Перспективы использования оценки качества жизни гинекологических больных. // Журнал акушерства и женских болезней. — 1999. — Т.XLVIII, № 1. — С. 59-62.
- Беженарь В. Ф., Кира Е. Ф., Цвелев Ю. В., Антушевич А. Е., Никифоров А. М. Анализ комплексного воздействия неблагоприятных эколого-профессиональных факторов на репродуктивное здоровье женщин. // Журнал акушерства и женских болезней. 2003. Т. 52. № 2. С. 35-46.
- Kenemans P., Bundred N. J., Foidart J. M., Kubista E., Schoultz B. V., Sismondi P., Vassilopoulou-Sellin R., Yip C.H., Egberts J., Mol-Arts M., Mulder R., Os S. V., Beckmann M. W., Bezhenar V. F. Safety and efficacy of tibolone in breast-cancer patients with vasomotor symptoms: a double-blind, randomised, non-inferiority trial. // The Lancet Oncology. — 2009. — Vol.10 (2). P.135-46.
- Беженарь В. Ф., Айламазян Э. К., Байлюк Е. Н., Цыпурдеева А. А., Поленов Н. И. Этиология, патогенез и профилактика спайкообразования при операциях на органах малого таза. // Российский вестник акушера-гинеколога. — 2011. — Т.11, № 2. — С.90-101.
- Donnez J., Tatarchuk T. F., Zakharenko N. F., Bouchard P., Puscasiu L., Ivanova T. S., Ugocsai G., Mara M., Jilla M. P., Bestel E., Loumaye E., Terrill P., Osterloh I., Bezhenar V. F. Ulipristal acetate versus placebo for fibroid treatment before surgery // New England Journal of Medicine. — 2012. — Vol. 366 (5). — P.409-420.
- Беженарь В. Ф., Богатырева Е. В., Цыпурдеева А. А., Цуладзе Л. К., Русина Е. И., Гусева Е. С. Новые возможности хирургической коррекции тазового пролапса с использованием синтетических имплантов: пути профилактики послеоперационных осложнений. // Акушерство, гинекология и репродукция. — 2012. — Т.6, № 2. — С.6-13.